# Rencon
Rencon, en latin Renco, était un religieux du Moyen Âge central qui fut évêque de Clermont au XIe siècle.

## Biographie
Rencon était issu d’une famille noble du Rouergue, c’était le frère de Raingarde, la mère de saint Robert qui fut le premier abbé de la Chaise-Dieu. Il fut d’abord doyen de l’église de Bourges puis devint évêque de Clermont vers 1028. En 1031 il assista au concile de Limoges et en 1040 à un synode tenu par l’archevêque de Bourges. En 1030, Guillaume V d'Auvergne souscrivit une charte d’un nommé Gérald qui donnait certains biens à l’église cathédrale de Clermont pour accomplir sa pénitence. En 1044 le même comte fit avec l’accord de sa famille un don important à la cathédrale de Clermont. 
Vers 1046 il engagea son neveu Robert à bâtir le monastère de la Chaise-Dieu. Il y consacra l’église en 1052 alors qu’il revenait de Rome. On dit qu’il fonda à Clermont la fête de l’Assomption de la Sainte-Vierge et institua la foire de lendemain. Son tombeau fut découvert en 1618 au-dessous des Capucins ; on peut y lire des vers rappelant qu’il gouverna l’église pendant 24 ans. Son testament est conservé aux archives départementales du Puy-de-Dôme.